# Ливиз
Ливи́з — бывший ликёро-водочный завод в Санкт-Петербурге. Название — акроним от «Ликёро-водочные изделия».

## История
В 1897 году на месте старых винокурен по адресу: Калашниковская (Синопская) набережная, 56/58, по проектам архитектора А. В. Иванова было решено возвести ликёро-водочный завод, или, как тогда называли, — Казённый «винный склад». Комплекс производственных помещений был возведён во время экономических реформ Сергея Витте. Именно он в списке более чем трёхсот новых предприятий России был поименован номером один. На нём было установлено по тем временам современное ректификационное оборудование. Работало много паровых машин, позднее он одним из первых был электрифицирован.
Ликёро-водочный Санкт-Петербургский завод числился поставщиком № 1 двора Его Императорского Величества.
В годы Первой мировой войны, когда начал действовать запрет на производство водки, завод закрыли. После Октябрьской революции и прекращения действия сухого закона завод возобновил работу (1923), но уже как водочный завод № 1, впоследствии Ленинградский ликёро-водочный завод.
В 1930-х годах розлив водки производился на разливных столах при помощи ручных разливных и укупорочных машинок, остальные операции производилось вручную: осмолка бутылок, наклейка этикеток, бракераж, мойка посуды.
В 1940-х годах на заводе прошла модернизация. Были механизированы все трудоёмкие погрузочно-разгрузочные операции, в цехах было установлено 16 ленточных транспортёров.
В 1941 году вступил в строй экспериментальный образец бутылкомоечной машины, что позволило существенно модернизировать предприятие. Испытание, наладка и запуск в серию машины были прерваны Великой Отечественной войной.
Во время блокады Ленинграда производство водки на продажу было прервано. Водку и спирт разливали в маленьком цехе особого заказа, а затем отправляли в бутылях и в бочках в госпитали и на фронт. В так называемом витаминном цехе производились хвойные витамины, которые очень помогли на фронте и в госпиталях Ленинграда. Существовал также и дрожжевой цех. В помещении экспериментального цеха изготавливали бутыли с горючей смесью и на машинах отправляли на фронт.
В 1949 году начались поставки водки «Ливиз» (Ленинградский СНХ) на экспорт в Восточную Европу и США.
С 1961 года на протяжении 16 лет заводом руководил Александр Иванович Славнов.
В советское время завод был реконструирован, часть производственных зданий надстроена.
С распадом Советского Союза завод перешёл под контроль Росимущества. Позже предприятие сдавалось в аренду акционерному обществу «Ливиз».
С 1991 года — арендное предприятие «Ливиз».
С 1998 года — акционерное общество «Ливиз».
С 2007 года производство выведено из центра Санкт-Петербурга на вспомогательную площадку в соответствии с городской программой вывода промышленных предприятий из исторической части центра города.

### Банкротство и продажа
В начале 2005 года инспекция по крупнейшим налогоплательщикам Санкт-Петербурга предприняла попытку обанкротить «Ливиз», но безуспешно.
В феврале 2006 года «Ливиз» вновь оказался на пороге банкротства — заявление об этом подала межрегиональная инспекция № 3 по крупнейшим налогоплательщикам. Дело о банкротстве, впрочем, было вскоре приостановлено, а 14 мая 2007 года и вовсе прекращено из-за отказа инспекции от иска.
19 февраля 2008 года ЗАО «Ливиз» обратилось в суд с просьбой признать компанию банкротом. По сведениям участников рынка, задолженность завода превышала 20 млн долларов. 6 марта суд ввел в компании наблюдение и назначил временного управляющего.
2 октября 2008 основные кредиторы ЗАО «Ливиз» — «Русский стандарт» и Федеральная налоговая служба России провели первое собрание кредиторов. На нём было принято решение о введении конкурсного производства. Намечается продажа на торгах жемчужины компании — здания на Синопской набережной, 56/58 (предположительно на участке бывшего завода вскоре появится многофункциональный комплекс). Основные мощности предприятия переведены в Красное село. Одной из причин, которые привели «Ливиз» к процедуре банкротства стало погашение заводом налоговых претензий 2001—2005 годов (хотя завод и оспорил претензии о неуплате в арбитраже, но налоговики не выдавали предприятию акцизные марки и поэтому завод был вынужден погасить задолженность).
В 2011 году предприятие было признано банкротом, имущество перешло в федеральную собственность.
В конце декабря 2013 года предприятие ЗАО «Ливиз» было лишено лицензии на право осуществления производственной деятельности и продажи алкогольной продукции. Представляемый иск Росалкогольрегулирования был удовлетворён Арбитражным судом Санкт-Петербурга и Ленинградской области. Поводом для этого послужили проверки, в ходе которых было выявлено, что уставной капитал ЗАО «Ливиз» ниже установленного законом минимума в 80 миллионов рублей.
Организация находится в стадии ликвидации.
В ноябре 2020 года госкомпания «Дом.рф», которая владеет данным земельным участком (площадь участка 3,61 гектара, на нём располагаются 13 исторических зданий общей площадью 28773 квадратных метра) выставила на торги комплекс зданий и участок завода на Синопской набережной 56/58. Однако торги по продаже бывших зданий завода «ЛИВИЗ», прошедшие в декабре 2020 года были признаны несостоявшимися из-за отсутствия заявок. Повторные торги по продаже производственных зданий, которые прошли в начале марта 2021 года вновь были признаны не состоявшимися из-за отсутствия заявок на участие. В конце июня 2021 года компания «Дом. РФ» в третий раз решила провести торги по продаже зданий завода на Синопской наб. 56/58, аукцион состоится в середине августа 2021 года. По мнению компании «Дом.рф», территория бывшего завода может заинтересовать инвесторов для редевелопмента и с целью дальнейшего создания или строительства многофункционального комплекса. 13 августа 2021 года торги состоялись. Победителем аукциона стала компания «ЛСР. Недвижимость-СЗ», оценившая лот в 1,123 млрд рублей и приступившая к юридическому оформлению сделки. Журналисты Фонтанка.ру и эксперты «Knight Frank ST Petersburg» уверены, что «Группа ЛСР» построит на месте бывшего завода элитное жильё.

## Производство
«Ливиз» имеет собственное оборудование для ректификации спирта, позволяющее получать спирт высоких степеней очистки — «люкс» и «экстра».
На предприятии используются хромотографы фирм Hewlett-Packard и Biotronic для контроля качества продукта.
Для защиты продукции от подделок ассортимент застрахован в «РЕСО-Гарантия».